# Pavel Posád
Pavel Posád (Budkov, 28 giugno 1953) è un vescovo cattolico ceco, dal 26 gennaio 2008 vescovo ausiliare di České Budějovice e dal 1º febbraio 2009 presidente della Caritas ceca.

## Biografia
Nasce a Budkov il 28 giugno 1953.
Studia alla Facoltà teologica "Santi Cirillo e Metodio" (1972-1975).
È ordinato presbitero il 26 giugno 1977 dal vescovo Josef Vrana.
È vice-parroco a Pohořelice (1977), a Brno-Židenice (1978) e a Lomnice u Tišnova (1979). È poi parroco a Ratiškovice (1980-1982), a Drnholec (1982-1989), a Trest (1989-1990) e nell'Abbazia di San Tommaso (Brno) di Brno (1990-1993).
Dal 1993 è direttore spirituale nel Seminario di Olomouc.
Il 24 dicembre 2003 è nominato da papa Giovanni Paolo II vescovo di Litoměřice. Riceve l'ordinazione episcopale il 28 febbraio 2004 dal cardinale Miloslav Vlk arcivescovo metropolita di Praga, co-consacranti Jan Graubner, arcivescovo di Olomouc e Josef Koukl, suo predecessore a Litoměřice. Pochi mesi dopo, il 6 novembre dello stesso 2014, a causa di una malattia che lo colpisce, viene affiancato nella guida della diocesi dal vescovo di Hradec Králové, Dominik Duka, che di fatto la reggerà come amministratore apostolico sede plena fino alla fine dell'incarico di Posád.
Il 26 gennaio 2008 è nominato da papa Benedetto XVI vescovo titolare di Ptuj ed ausiliare di České Budějovice. La fine del suo episcopato a Litoměřice suscitò una reazione negativa da parte di alcuni settori della comunità cattolica locale, che la attribuirono a manovre di corridoio nell'ambito della Conferenza episcopale ceca. Lo stesso Posád, appreso del trasferimento, in un'intervista a un quotidiano si è dichiarato "sorpreso".
Dal 1º febbraio 2009 è presidente della Caritas ceca.

## Genealogia episcopale
La genealogia episcopale è:
- Cardinale Scipione Rebiba
- Cardinale Giulio Antonio Santori
- Cardinale Girolamo Bernerio, O.P.
- Arcivescovo Galeazzo Sanvitale
- Cardinale Ludovico Ludovisi
- Cardinale Luigi Caetani
- Cardinale Ulderico Carpegna
- Cardinale Paluzzo Paluzzi Altieri degli Albertoni
- Papa Benedetto XIII
- Papa Benedetto XIV
- Papa Clemente XIII
- Cardinale Marcantonio Colonna
- Cardinale Giacinto Sigismondo Gerdil, B.
- Cardinale Giulio Maria della Somaglia
- Cardinale Carlo Odescalchi, S.I.
- Cardinale Costantino Patrizi Naro
- Cardinale Lucido Maria Parocchi
- Papa Pio X
- Papa Benedetto XV
- Papa Pio XII
- Arcivescovo Saverio Ritter
- Cardinale Josef Beran
- Arcivescovo Josef Karel Matocha
- Cardinale František Tomášek
- Vescovo Antonín Liška, C.SS.R.
- Cardinale Miloslav Vlk
- Vescovo Pavel Posád